# Wyższe Śląskie Seminarium Duchowne w Katowicach

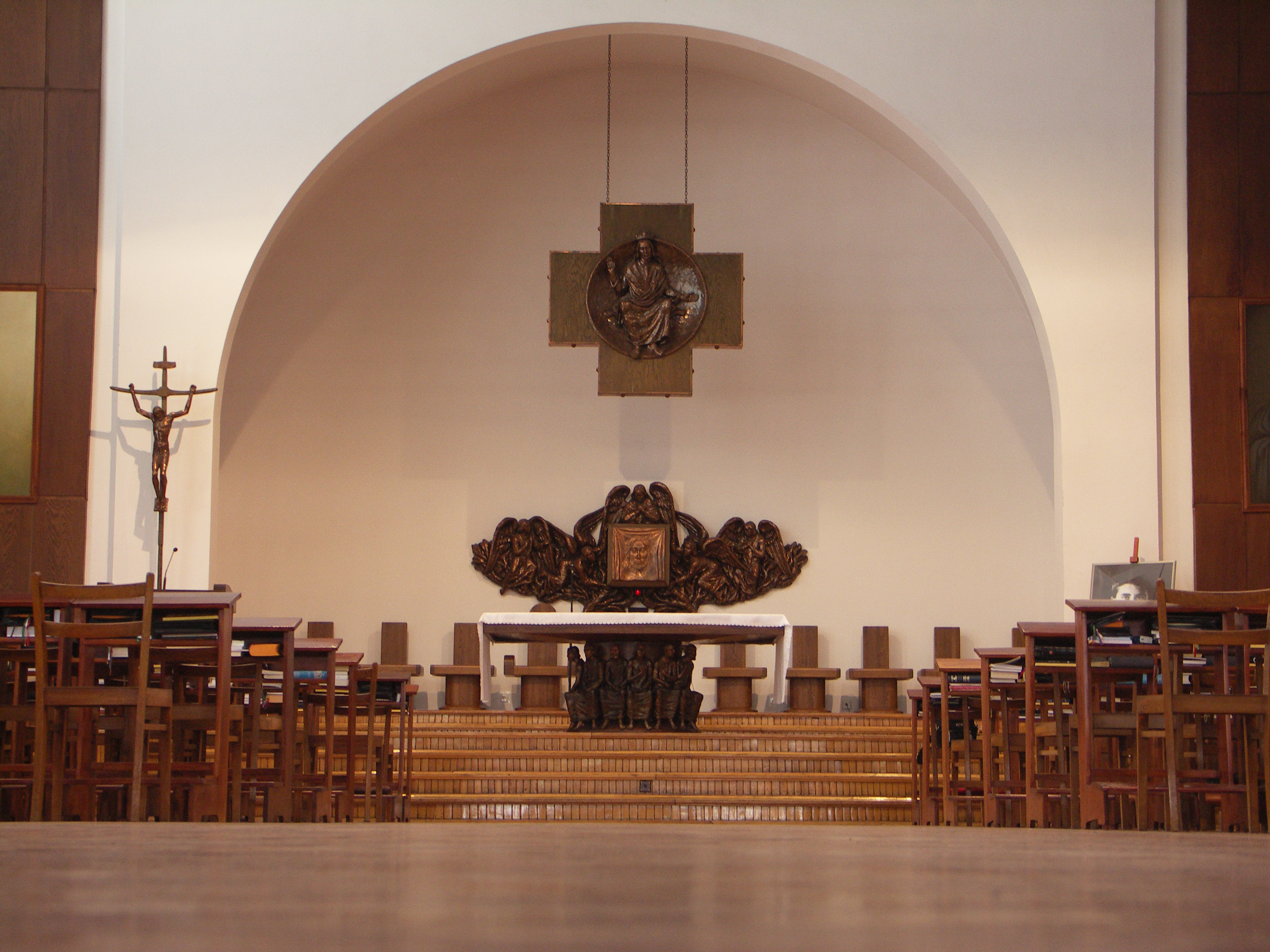
Kaplica seminaryjna

Wyższe Śląskie Seminarium Duchowne w Katowicach – seminarium duchowne w Katowicach, jest kontynuacją śląskiego seminarium duchownego, które w latach 1921–1980 miało swoją siedzibę w Krakowie.

## Historia seminarium
Po zakończonym plebiscycie, w przeddzień podziału Śląska grupa polskich kleryków studiujących teologię we Wrocławiu przyjechała do Krakowa. Zapisali się na Wydział Teologiczny Uniwersytetu Jagiellońskiego w Krakowie. Zamieszkali w Kolegium Jezuitów w Krakowie. Pierwszym przełożonym śląskich kleryków był jezuita Władysław Lohn. Od 1 października 1924 roku kierownictwo przejął ks. prałat Stanisław Maśliński.
Administrator apostolski ks. August Hlond pierwotnie planował budowę seminarium w Katowicach, ale ostatecznie zdecydował się na budowę seminarium w Krakowie. Budowę seminarium przy Alei Mickiewicza dokończył biskup Arkadiusz Lisiecki w 1929 roku. Seminarium utrzymywało się z subwencji przyznanych na podstawie konkordatu i darowizn pochodzących z diecezji oraz podatku od księży.
Gmach seminarium został poświęcony 28 listopada 1929 roku w obecności biskupów: Adama Stefana Sapiehy, Arkadiusza Lisieckiego, Teodora Kubiny i Stanisława Rosponda oraz profesorów wydziału teologicznego Uniwersytetu Jagiellońskiego, a także przedstawicieli władz miejskich.

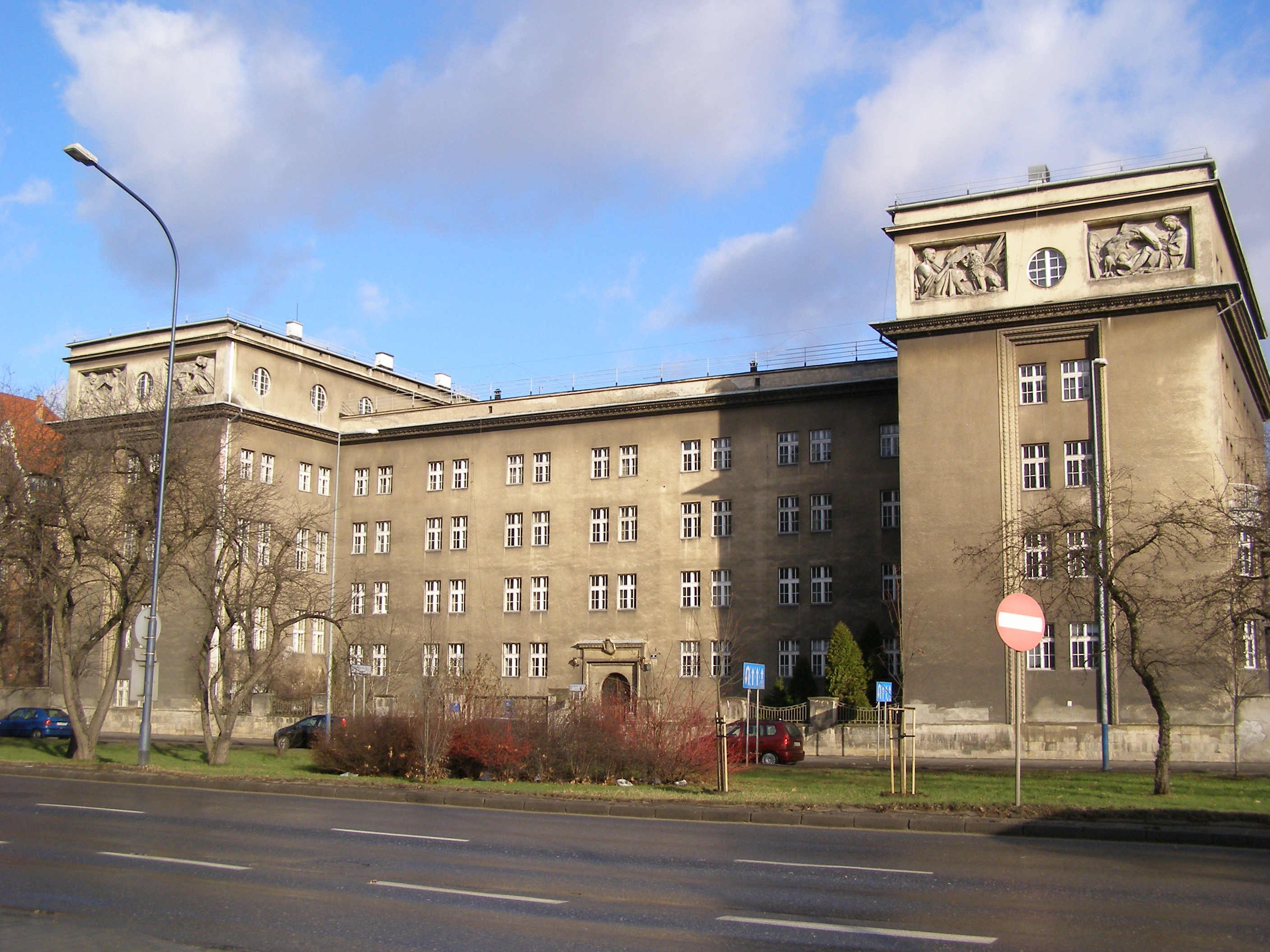
Siedziba Seminarium w latach 1929–1981

Dnia 3 listopada 1980 bp Herbert Bednorz przeniósł uczelnię do Katowic.
W roku 1981 miała miejsce przebudowa kaplicy i głównego wejścia, autorem projektu był Mieczysław Król.
W 2015 roku seminarium zostało uhonorowane Śląską Nagrodą im. Juliusza Ligonia. Od 2017 roku trwa remont seminarium dokonano termomodernizacji budynku, a także gruntowny remont auli i kaplicy.

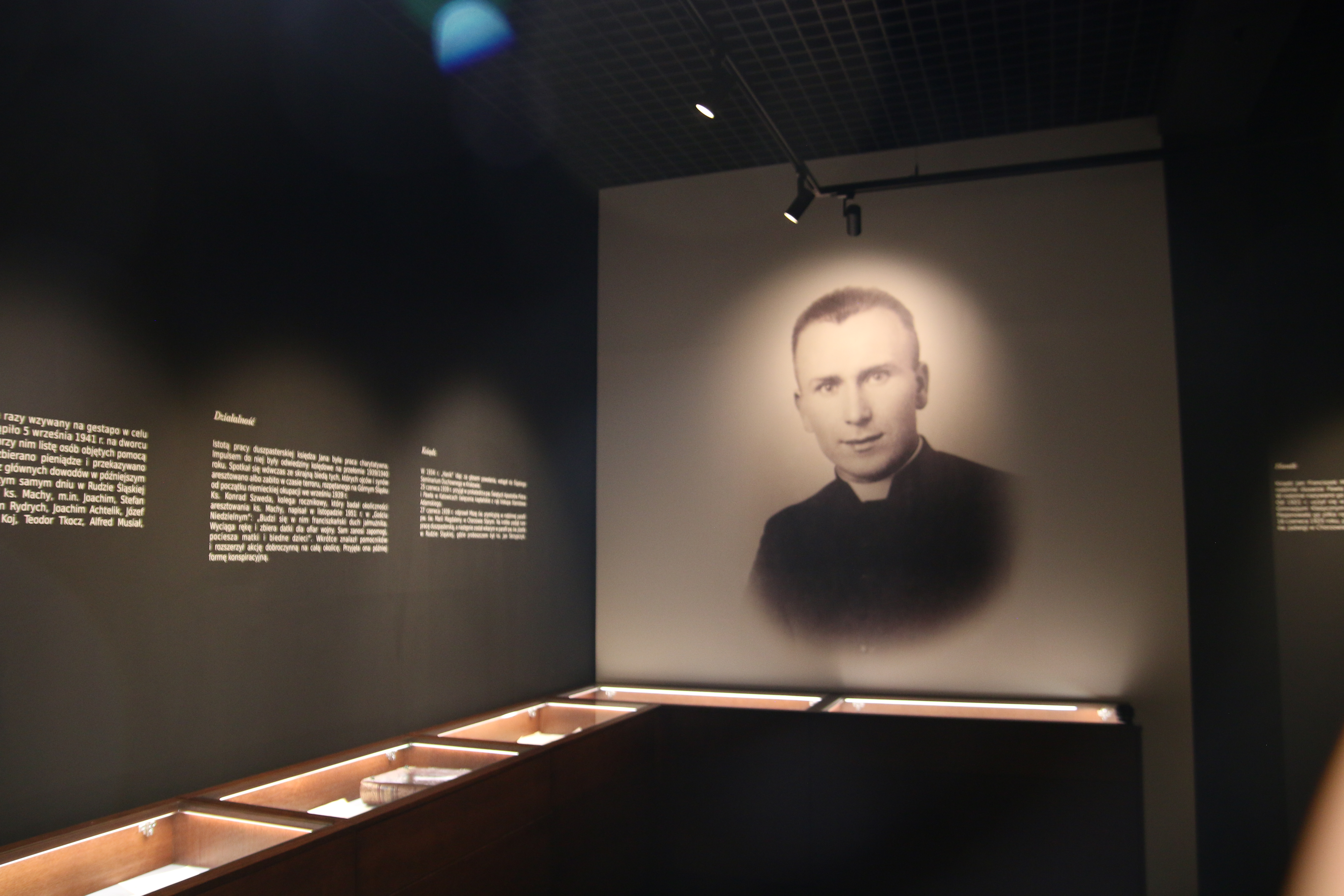
Izba pamięci bł. ks. J. Machy w Seminarium w Katowicach

2 grudnia 2021 roku patronem seminarium został bł. ks. Jan Macha.

## Rektorzy
okres krakowski
- o. Władysław Lohn SJ 1923–1924
- ks. Stanisław Maśliński 1924–1935
- o. Wilhelm Szymbor CM 1935– IX 1939
- o. Józef Baron CM 1945–1955
- ks. Jerzy Stroba 1955–1958
- ks. Franciszek Jerominek 1958–1968
- ks. Stanisław Szymecki 1968–1978
- ks. Stefan Cichy p.o. 1978–30 X 1980

okres katowicki
- ks. Stefan Cichy X 1980–IX 1992
- ks. Antoni Reginek p.o. X 1990–1991
- ks. Jacek Wojciech 1992–2001
- ks. Józef Kupny 2001–2006
- ks. Jerzy Paliński 2006–2013
- ks. Marek Panek od 2013-2023
- ks. Krzysztof Matuszewski od 2023